# Hydroporus lucasi
Hydroporus lucasi is een keversoort uit de familie waterroofkevers (Dytiscidae). De wetenschappelijke naam van de soort is voor het eerst geldig gepubliceerd in 1866 door Reiche.